# أنيتا ايكبرج
أنيتا ايكبرج (بالسويدية: Anita Ekberg)‏ (29 سبتمبر 1931 - 11 يناير 2015)، ممثلة إيطالية بدأت مسيرتها الفنية عام 1953.

## وصلات خارجية
- أنيتا ايكبرج على موقع IMDb (الإنجليزية)
- أنيتا ايكبرج على موقع الموسوعة البريطانية (الإنجليزية)
- أنيتا ايكبرج على موقع روتن توميتوز (الإنجليزية)
- أنيتا ايكبرج على موقع مونزينجر (الألمانية)
- أنيتا ايكبرج على موقع ألو سيني (الفرنسية)
- أنيتا ايكبرج على موقع تيرنر كلاسيك موفيز (الإنجليزية)
- أنيتا ايكبرج على موقع أول موفي (الإنجليزية)
- أنيتا ايكبرج على موقع قاعدة بيانات الأفلام السويدية (السويدية)
- أنيتا ايكبرج على موقع إن إن دي بي (الإنجليزية)
- أنيتا ايكبرج على موقع قاعدة بيانات الفيلم (الإنجليزية)